# Осмолода
Осмоло́да — село Перегінської селищної громади Калуського району Івано-Франківської області. Розташоване в масиві Горгани. Осмолода — привабливе місце для пішохідного туризму: звідси є туристичні марковані маршрути на хребти і вершини Ігровця, Сивулі, Попаді, Ґрофи, Аршиці.

## Географія
У присілку села річки Бистрик та Петрос впадають у Лімницю. 
Неподалік від села розташовані природоохоронні території: ландшафтний заказник «Грофа», Яйківський заказник, Болото Мшана, Болото Лютошари, урочище «Сивуля», урочище «Лопушна», урочище Котелець, пам'ятка природи «Озеро Росохан», Ландшафтний заказник Ріка Лімниця.

## Історія
Офіційна дата заснування — 1873 рік. Населення приблизно 60 осіб. У селі немає навіть початкової школи, хоча за часів СРСР дітей було більше і початкова школа працювала.
Понад 100 років (до 1990-х) функціонувала вузькоколійка, що з'єднувала деревообробні цехи лісокомбінату «Осмолода» в смт. Брошнів-Осада і поселення Осмолода.

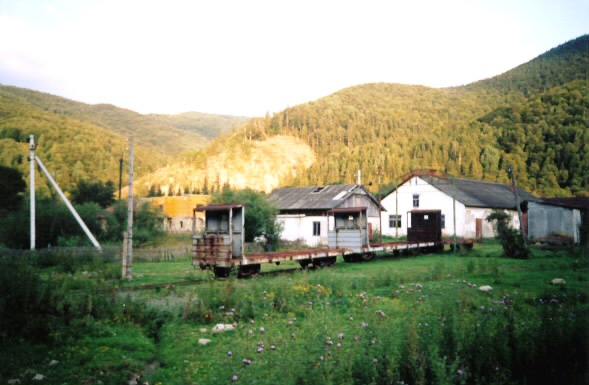
Осмолода рештки вузькоколійки, серпень 2003
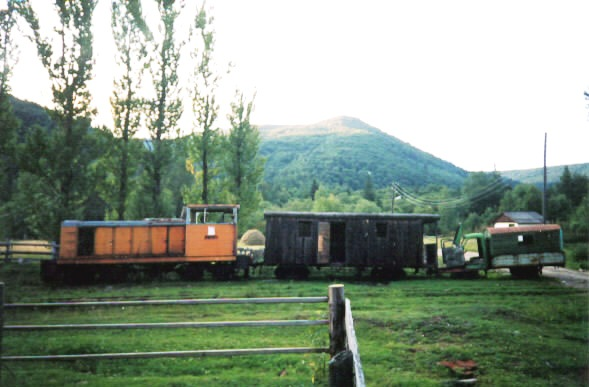
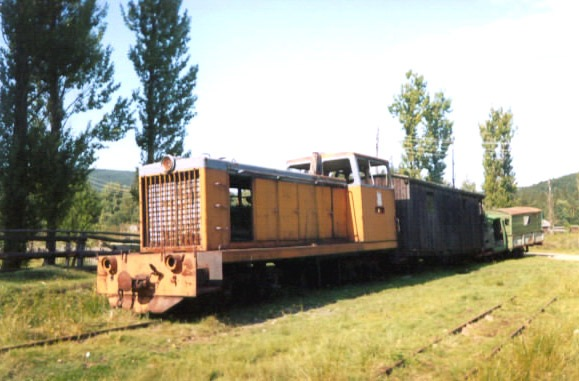
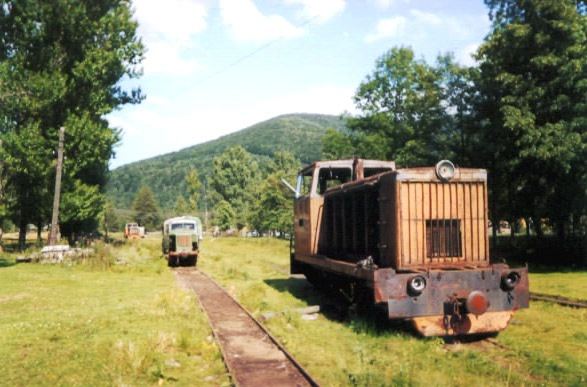

Село Осмолода — давнє поселення лісорубів, лежить у високогірній долині річки Лімниці. Назва походить від гори Молоди («Ось Молода»), неподалік від якої розташоване село.

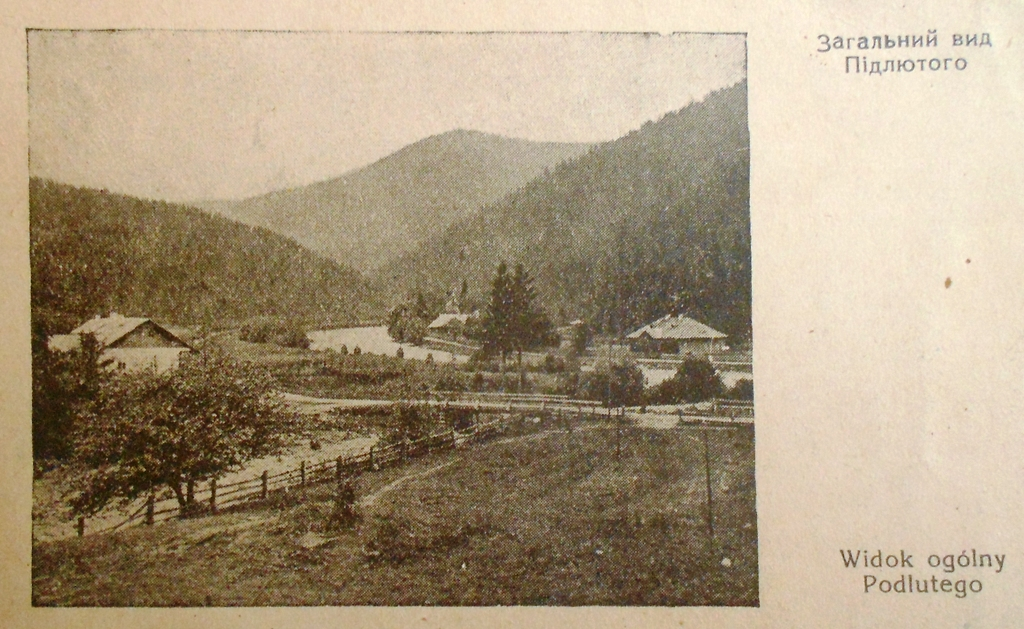
Вид на урочище Підлюте (1930-ті роки)

Через Осмолоду протікає річка Молода, яка ще в 1980-х роках вважалася найчистішою річкою в Європі. Трохи нижче за течією річки розташоване урочище Підлюте, у якому є вілла «Кедрова палата», збудована на початку XX ст. Вона відома як курорт і літня резиденція Митрополита Андрея Шептицького. Навколишні землі здавна належали Львівській метрополії УГКЦ і були місцем відпочинку та лікування львівських митрополитів, що зумовлювалося присутністю великої кількості природних мінеральних джерел, багатих на сірководень.  
12 серпня 1934 р., у неділю, відбулося урочисте відкриття кедрового заповідника, на якому були присутні митрополит Андрей Шептицький, науковці, численні гості. Через місяць, 20 вересня 1934 р., за рішенням станиславівського воєводи ділянку розповсюдження сосни кедрової європейської в Горганах юридично визнали заповідником. Було виділено низку об'єктів, що займали площу 18 км² і пропонувалися як заповідні: ялицевий, ільмово-яворовий, сосновий, буковий, урочище «Ставки», що об'єднувало три високогірні ставки, окремі торфовища і скельні резервати та урочище «Підлюте» («Живець», «Підлюте» і «Палата»).
У самій Осмолоді розміщувалися тартаки (лісопильні), які були власністю митрополії. За 10 км від Осмолоди в урочищі Ангелів збереглася доменна піч 1810 року, збудована Антоном Ангеловичем і відома як Ангелівська доменна піч.

## Відомі люди

### Померли
- Сидор Василь  — (*24 лютого 1910, Спасів, Сокальський район  — †14 квітня 1949) — полковник УПА, командир УПА-Захід. Загинув поблизу села на горі Яла в бою із загоном НКВС.[3][4][5]

## Інфраструктура

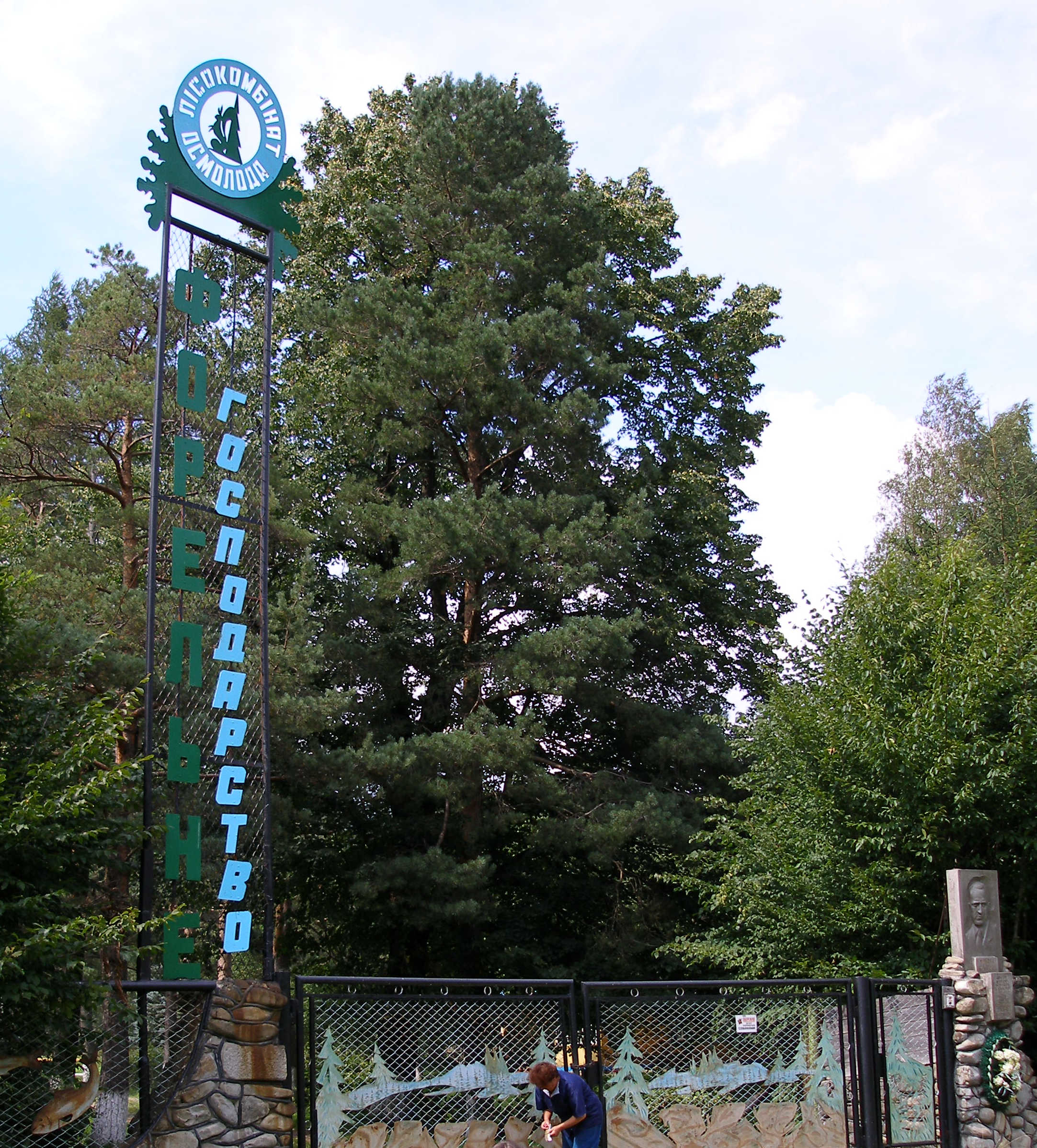
Форельне господарство
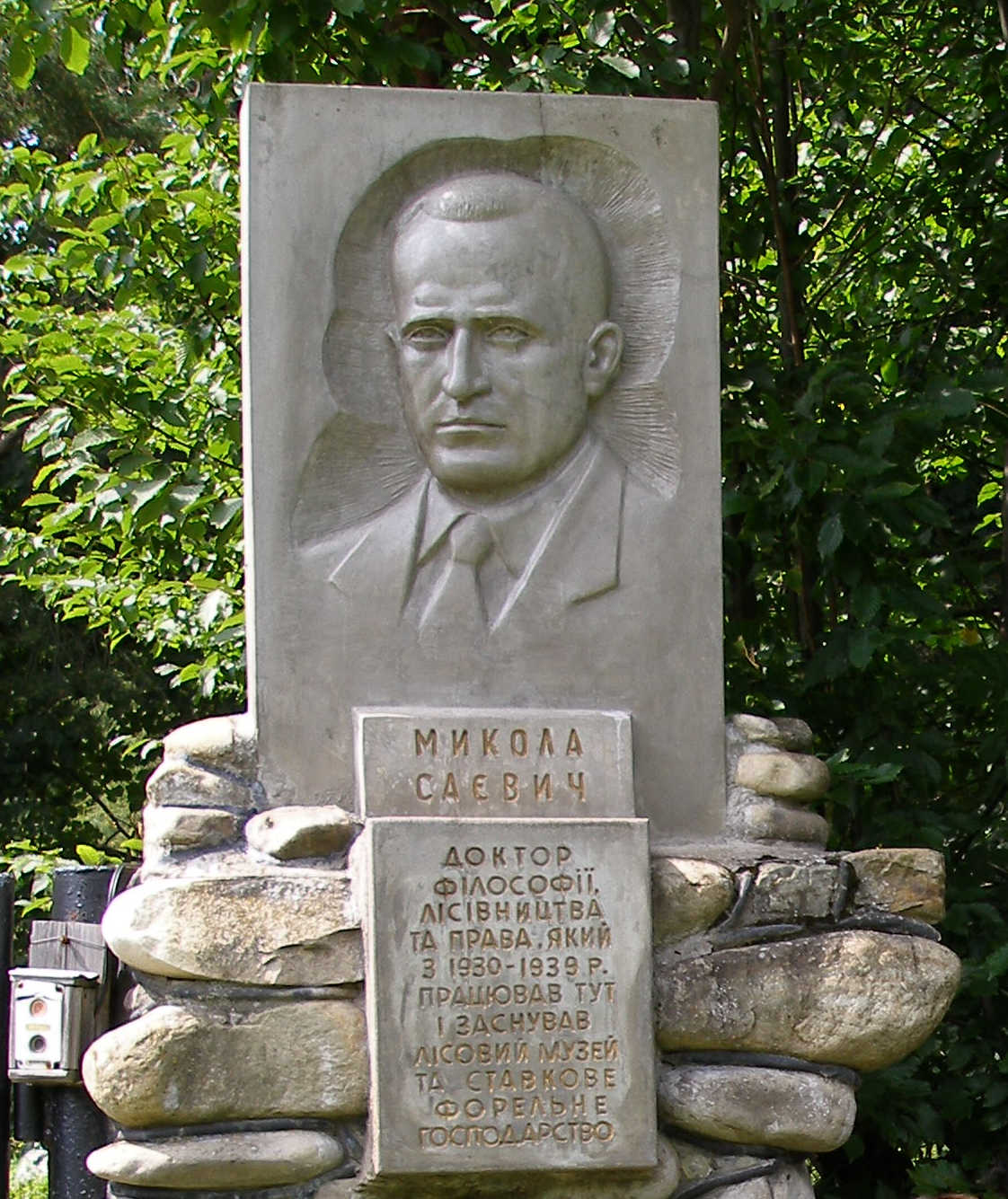
Меморіальна дошка

У селі є кілька продуктових магазинів, робітничий гуртожиток і їдальня, форелеве господарство, розвивається «зелений туризм».
Станом на 23 липня 2014 року у селі працює мобільний зв'язок лише від Київстар.

## Населення
За даними перепису 2001 року населення села становило 59 осіб, з них усі 100 % зазначили рідною українську мову.

## У мистецтві
В основу пісні «Ой, Єзус Марія» гурту LUIKU покладена історія про лісорубів з Осмолоди.